# Alexei Kervezee
Alexei Nicolaas Kervezee (Walvisbaai, 11 september 1989), ook wel Rowdy genoemd, is een in Namibië geboren Nederlands cricketspeler.
Hij groeide op in Namibië en verhuisde op twaalfjarige leeftijd naar Nederland, waar hij bij HBS-Craeyenhout speelde. Op 4 juli 2006 kwam hij voor het eerst uit in het Nederlands cricketelftal. In 2006 tekende hij bij de Worcestershire Country Cricket Club (WCCC), waar hij in 2010 zijn contract verlengde tot 2015.